# Шафров, Павел Никанорович
Павел Никанорович (Никифорович) Шафров (1794—1848) — генерал-майор флота, капитан над Главным гребным флотом в Санкт-Петербурге.

## Биография
Родился в 1794 году.
Образование получил в Морском кадетском корпусе, из которого выпущен мичманом 28 октября 1809 года.
Свою практическую службу Шафров начал ещё в 1806 году, когда, будучи гардемарином, на корабле «Сильный» в составе эскадры адмирала Сенявина отправился в Средиземное море. В этой кампании он участвовал в сражениях с турецким флотом при Дарданеллах и у острова Лемноса. На обратном пути из Средиземного моря он находился на корабле «Селафаил» и, после сдачи российского флота англичанам в Лиссабоне, был отправлен в Портсмут, а уже оттуда в 1809 году на транспортном судне был перевезён в Россию.
По возвращении Шафров служил на Балтийском флоте, плавал на разных судах и в 1813 году был произведён в лейтенанты. В 1813—1815 годах он находился на Ревельской брандвахте.
В 1817 году Шафров состоял на корабле «Нептун» и в эскадре контр-адмирала Моллера совершил плавание в Лиссабон. По возвращении он вновь находился в Ревеле. Произведённый 30 августа 1824 года в капитан-лейтенанты, Шафров был зачислен в 17-й флотский экипаж и годом спустя был назначен командиром галиота «Олень».
В 1826 году закончилась собственно мореходная служба Шафрова, тогда же он был отправлен сухим путём в Архангельск. Затем он нёс береговую службу в Кронштадте и Санкт-Петербурге.
С 1829 года находился при Черноморском флоте в Николаеве. Получив 25 июня 1831 года чин капитана 2-го ранга, Шафров был назначен членом Кораблестроительного и Учёного комитетов Адмиралтейства и вслед за тем переведён на Балтийский флот с зачислением по флоту без приписки к экипажу.
В 1833 году он был определён помощником капитана над Главным гребным портом и в этой должности ежегодно занимался проводкой новопостроенных судов из Санкт-Петербурга в Кронштадт. В 1835 году он занимался расширением и углублением Ораниенбаумской гавани, за отличное исполнение этих работ в следующем году был произведён в капитаны 1-го ранга.
В 1837 году награждён орденом св. Владимира 4-й степени. 1 декабря 1838 года Шафров за беспорочную выслугу 25 лет в офицерских чинах был награждён орденом св. Георгия 4-й степени (№ 5743 по кавалерскому списку Григоровича — Степанова)
В 1846 году Шафров инспектировал флотские рабочие роты в Лодейном Поле и Казани, а в следующем году получил должность капитана над Главным гребным портом.
30 августа 1848 года произведён в генерал-майоры флота.
Скончался в Санкт-Петербурге 30 октября 1848 года.
Его братья Александр, Алексей, Николай, Никанор и Порфирий, все служили на флоте в офицерских чинах, причём Александр (1790—1853) также был генерал-майором флота.